# محوطه دره یابو ۲
محوطه دره یابو ۲ مربوط به دوره ساسانیان است و در شهرستان گیلانغرب، بخش گواور، دهستان حیدریه، ۳۶ کیلومتری شمال غربی روستای ژاومرگ واقع شده و این اثر در تاریخ ۲۶ اسفند ۱۳۸۷ با شمارهٔ ثبت ۲۵۴۲۹ به‌عنوان یکی از آثار ملی ایران به ثبت رسیده است.